# Judith Zeidler
Judith Ungemach, nata Zeidler (11 maggio 1968), è un'ex canottiera tedesca.

## Palmarès

### Olimpiadi
- 2 medaglie:
  - 1 oro (Seul 1988 nell'otto[1])
  - 1 bronzo (Barcellona 1992 nell'otto[2])

### Mondiali
- 3 medaglie:
  - 1 oro (Bled 1989 nel due senza[1])
  - 2 bronzi (Tasmania 1990 nel quattro senza[1]; Vienna 1991 nel quattro senza[2])